# Brajakovo Brdo
 Brajakovo Brdo  falu Horvátországban Károlyváros megyében. Közigazgatásilag Netretićhez tartozik.

## Fekvése
Károlyvárostól 9 km-re északnyugatra, községközpontjától  2 km-re keletre, a Károlyvárostól Jurovski Brodra tartó forgalmas 6-os főút mellett fekszik.

## Története
1783-ban az első katonai felmérés térképén „Dorf Brajakovo berdo” néven tűnik fel. 1806-ban „Brainkovoberdo” alakban említik. 1857-ben 363, 1910-ben 432 lakosa volt. A település trianoni békeszerződésig Zágráb vármegye Károlyvárosi járásához tartozott. 2011-ben 117 lakosa volt.

## Nevezetességei
Szent György tiszteletére szentelt kápolnája. A kápolna mellett áll a II. világháború 37, és a honvédő háború két helyi áldozatának emlékműve.

## Lakosság
| Lakosság változása | Lakosság változása | Lakosság változása | Lakosság változása | Lakosság változása | Lakosság változása | Lakosság változása | Lakosság változása | Lakosság változása | Lakosság változása | Lakosság változása | Lakosság változása | Lakosság változása | Lakosság változása | Lakosság változása | Lakosság változása |
| ------------------ | ------------------ | ------------------ | ------------------ | ------------------ | ------------------ | ------------------ | ------------------ | ------------------ | ------------------ | ------------------ | ------------------ | ------------------ | ------------------ | ------------------ | ------------------ |
| 1857               | 1869               | 1880               | 1890               | 1900               | 1910               | 1921               | 1931               | 1948               | 1953               | 1961               | 1971               | 1981               | 1991               | 2001               | 2011               |
| 363                | 386                | 354                | 394                | 420                | 432                | 405                | 432                | 426                | 387                | 310                | 271                | 224                | 208                | 148                | 117                |